# Seznam dirkačev v motociklizmu (G)
- Sergio Gadea
- Wayne Gardner
- Alex George
- Sete Gibernau
- Rodney Gould
- Leslie Graham
- Stuart Graham
- Simone Grotzkyj
- Sylvain Guintoli